# Morte e altri dettagli
Morte e altri dettagli (Death and Other Details) è una miniserie televisiva statunitense ideata da Heidi Cole McAdams e Mike Weiss. La serie ha debuttato il 16 gennaio 2024, ed è stata cancellata dopo una stagione.

## Puntate
| nº | Titolo originale           | Titolo italiano                       | Pubblicazione USA | Pubblicazione Italia |
| -- | -------------------------- | ------------------------------------- | ----------------- | -------------------- |
| 1  | Chapter One: Rare          | Omicidi e altri misteri               | 16 gennaio 2024   | 5 marzo 2024         |
| 2  | Chapter Two: Sordid        | Coperture e altre coincidenza         | 16 gennaio 2024   | 5 marzo 2024         |
| 3  | Chapter Three: Troublesome | Interferenze e altre iniquità         | 23 gennaio 2024   | 5 marzo 2024         |
| 4  | Chapter Four: Hidden       | Clandestini e altre cose illecite     | 30 gennaio 2024   | 5 marzo 2024         |
| 5  | Chapter Five: Exquisite    | Malta e altre menzogne                | 6 febbraio 2024   | 5 marzo 2024         |
| 6  | Chapter Six: Tragic        | Viktor Sams e altre identità nascoste | 13 febbraio 2024  | 5 marzo 2024         |
| 7  | Chapter Seven: Memorable   | Ricordi e altre risposte              | 20 febbraio 2024  | 5 marzo 2024         |
| 8  | Chapter Eight: Vanishing   | Ricordi e altre rivelazioni           | 27 febbraio 2024  | 5 marzo 2024         |
| 9  | Chapter Nine: Impossible   | Inganni e altri imprevisti            | 5 marzo 2024      | 5 marzo 2024         |
| 10 | Chapter Ten: Chilling      | Capolinea                             | 5 marzo 2024      | 5 marzo 2024         |

### Omicidi e altri misteri
- Titolo originale: Chapter One: Rare
- Diretto da: Marc Webb
- Scritto da: Heidi Cole McAdams e Mike Weiss

#### Trama
Nel 2005, dopo l'uccisione di Kira Scott, che lavorava come segretaria di Lawrence Collier nell'azienda di famiglia, Lawrence accoglie in casa la figlia undicenne di Kira, Imogene Scott. Nel tentativo di trovare l'assassino, la famiglia Collier ingaggia Rufus Cotesworth, detective di fama mondiale, che vede qualcosa di speciale in Imogene, portandolo a legarsi a lei e a prometterle di non abbandonare il caso fino a quando non ha trovato il colpevole. Lei quindi è devastata quando lui lascia bruscamente irrisolto il caso di sua madre.
Diciotto anni dopo, Imogene raggiunge la famiglia Collier sulla nave da crociera SS Varuna dove è prevista una festa per il pensionamento di Lawrence. Oltre a lei sono state invitate altre persone facoltose e l'avvocato dell'azienda Collier. Anna, figlia di Lawrence, si prepara a succedere al padre come amministratore delegato dell'azienda e invita a bordo la ricca famiglia Chun per finalizzare una fusione; Imogene è costernata di vedere Cotesworth sulla nave. In cerca di vendetta nei confronti di Keith Trubitsky per non essersi comportato bene con un membro dell'equipaggio, Imogene si intrufola nella sua stanza durante la notte e gli distrugge l'orologio da polso che tanto ostentava. Trubitsky viene trovato morto la mattina seguente, colpito da un fucile subacqueo, ma Cotesworth cancella il filmato di sicurezza che registra Imogene che entra nella stanza di Trubitsky e la convince ad aiutarlo a trovare l'assassino. Imogene si rende conto che Trubitsky lavorava con Cotesworth e accetta a malincuore di aiutarlo.
- Guest star: Pardis Saremi (Leila Collier), David Marshall Grant (Lawrence Collier), Jere Burns (Llewelyn Mathers), Michael Gladis (Keith Trubitsky), Jack Cutmore-Scott (Tripp Collier), Tamberla Perry (Alexandra Hochenberg), Annie Q. Riegel (Winnie Goh), Danny Johnson (padre Toby Briggs), Sincere Wilbert (That Derrick), Karoline Xu (Eleanor Chun), Sophia Reid-Gantzert (Imogene Scott da bambina)
- Altri interpreti: Jayne Atkinson (Katherine Collier), Lisa Lu (Celia Chun), Adrianna Olson (Anna Collier da bambina), Nathan Parrott (Tripp da bambino), Ana de Lara (tata), Cici Lau (Fa), Susanna Buckley (receptionist), Gigi Bermingham, Edem Atsu-Swanzy (Nnamdi), Marvin Ryan (cameriere)

### Coperture e altre coincidenza
- Titolo originale: Chapter Two: Sordid
- Diretto da: David Petrarca
- Scritto da: Ryan Maldonado ed Eduardo Javier Canto

#### Trama
Cotesworth spiega ad Imogene che Trubitsky era in realtà Danny, suo assistente di lunga data e amico fidato che sei mesi prima lo aveva convinto a ritornare sul caso di Kira e proseguire sulla strada del collegamento tra i Colliers e "Viktor Sams", il presunto assassino della madre di Imogene. Con questa identità di copertura, Danny è riuscito a raccogliere diverse informazioni e a custodirle in un diario che ora è scomparso. Mentre Cotesworth prosegue a interrogare i passeggeri e l'equipaggio della SS Varuna, Imogene informa Anna di aver iniziato ad assisterlo nelle indagini. I vari interrogatori portano Rufus a pensare che Tripp e Alexandra avevano interessi, per motivi differenti, a zittire Trubitsky. Sulla nave approda Hilde Eriksen, agente dell'Interpol, per occuparsi delle indagini.
- Guest star: Jere Burns (Llewelyn Mathers), David Marshall Grant (Lawrence Collier), Michael Gladis (Keith Trubitsky), Jack Cutmore-Scott (Tripp Collier), Annie Q. Riegel (Winnie Goh), Tamberla Perry (Alexandra Hochenberg), Danny Johnson (padre Toby Briggs), Karoline Xu (Eleanor Chun), Sincere Wilbert (That Derrick)
- Altri interpreti: Jayne Atkinson (Katherine Collier), Lisa Lu (Celia Chun)

### Interferenze e altre iniquità
- Titolo originale: Chapter Three: Troublesome
- Diretto da: Alrick Riley
- Scritto da: Nick Bragg

#### Trama
- Guest star: Jere Burns (Llewelyn Mathers), David Marshall Grant (Lawrence Collier), Michael Gladis (Keith Trubitsky), Jack Cutmore-Scott (Tripp Collier), Annie Q. Riegel (Winnie Goh), Tamberla Perry (Alexandra Hochenberg), Danny Johnson (padre Toby Briggs), Karoline Xu (Eleanor Chun), Sincere Wilbert (That Derrick)
- Altri interpreti: Jayne Atkinson (Katherine Collier), Lisa Lu (Celia Chun), Leslie Kwan (Simon), King Lau (Hongping), Byron Noble (Hans), Edem Nyamadi (Dominic), Mauricio Romero (Mauricio), Kyra Weston (attrice telenovela), Burak Atsan (attore telenovela), Nikki Bryce (fotografa)

### Clandestini e altre cose illecite
- Titolo originale: Chapter Four: Hidden
- Diretto da: Alrick Riley
- Scritto da: Mike Weiss

#### Trama
- Guest star: Jere Burns (Llewelyn Mathers), Michael Gladis (Keith Trubitsky), Jack Cutmore-Scott (Tripp Collier), Annie Q. Riegel (Winnie Goh), Tamberla Perry (Alexandra Hochenberg), Danny Johnson (padre Toby Briggs), Karoline Xu (Eleanor Chun), Sofia Rosinsky (Yeva)
- Altri interpreti: Jayne Atkinson (Katherine Collier), Lisa Lu (Celia Chun), Leslie Kwan (Simon), Byron Noble (Hans), Edem Nyamadi (Dominic), Mauricio Romero (Mauricio), Kharytia Bilash (madre di Yeva), Jeff Gonek (padre di Yeva), Sunjay Midda

### Malta e altre menzogne
- Titolo originale: Chapter Five: Exquisite
- Diretto da: Yangzom Brauen
- Scritto da: Jess Kimball Leslie

#### Trama
- Guest star: Jere Burns (Llewelyn Mathers), David Marshall Grant (Lawrence Collier), Michael Gladis (Keith Trubitsky), Jack Cutmore-Scott (Tripp Collier), Annie Q. Riegel (Winnie Goh), Tamberla Perry (Alexandra Hochenberg), Danny Johnson (padre Toby Briggs), Karoline Xu (Eleanor Chun), Christian Svensson (Andreas Windeler), Sofia Rosinsky (Yeva), Sincere Wilbert (That Derrick)
- Altri interpreti: Jayne Atkinson (Katherine Collier), Lisa Lu (Celia Chun), Leslie Kwan (Simon), James Pizzinato (Brad), Kharytia Bilash (madre di Yeva), Jeff Gonek (padre di Yeva), Michela Farrugia (Inés), Donald Sales (Peter Meadows), Ryan Mah (dott. Mark), Kunal Jaggi (Fabrizio), Paul Yu (dott. Chun), Anthony Ellul (receptionist)

### Viktor Sams e altre identità nascoste
- Titolo originale: Chapter Six: Tragic
- Diretto da: Yangzom Brauen
- Scritto da: Louisa Levy e Paul Alan Cope

#### Trama
- Guest star: Jere Burns (Llewelyn Mathers), Jack Cutmore-Scott (Tripp Collier), Annie Q. Riegel (Winnie Goh), Tamberla Perry (Alexandra Hochenberg), Danny Johnson (padre Toby Briggs), Karoline Xu (Eleanor Chun), Christian Svensson (Andreas Windeler), Sincere Wilbert (That Derrick), Sophia Reid-Gantzert (Imogene Scott da bambina)
- Altri interpreti: Jayne Atkinson (Katherine Collier), Lisa Lu (Celia Chun), Leslie Kwan (Simon), James Pizzinato (Brad), Edem Nyamadi (Dominic), Paul Yu (dott. Chun), Chris Patrick-Simpson (Charlie Holland), Matthew McFetridge (Bill), Eric Regimbald (Stu)

### Ricordi e altre risposte
- Titolo originale: Chapter Seven: Memorable
- Diretto da: James Griffiths
- Scritto da: Myung Joh Wesner

#### Trama
- Guest star: Jere Burns (Llewelyn Mathers), David Marshall Grant (Lawrence Collier), Michael Gladis (Keith Trubitsky), Jack Cutmore-Scott (Tripp Collier), Tamberla Perry (Alexandra Hochenberg), Danny Johnson (padre Toby Briggs), Karoline Xu (Eleanor Chun), Sincere Wilbert (That Derrick), Sophia Reid-Gantzert (Imogene Scott da bambina)
- Altri interpreti: Jayne Atkinson (Katherine Collier), Lisa Lu (Celia Chun), Adrianna Olson (Anna Collier da bambina), Nathan Parrott (Tripp da bambino), James Pizzinato (Brad), Dolores Drake (Nora Scott), Sabrina Prada (Tina), Shaun Omaid (Edgar), Ana de Lara (tata), Ryan Williams (cameriere)

### Ricordi e altre rivelazioni
- Titolo originale: Chapter Eight: Vanishing
- Diretto da: James Griffiths
- Scritto da: Heidi Cole McAdams e Angela Zhou

#### Trama
- Guest star: Jere Burns (Llewelyn Mathers), David Marshall Grant (Lawrence Collier), Jack Cutmore-Scott (Tripp Collier), Annie Q. Riegel (Winnie Goh), Danny Johnson (padre Toby Briggs), Karoline Xu (Eleanor Chun), Christian Svensson (Andreas Windeler), Sincere Wilbert (That Derrick), Doralynn Mui (Celia Chun da  giovane)
- Altri interpreti: Jayne Atkinson (Katherine Collier), Lisa Lu (Celia Chun), Leslie Kwan (Simon), James Pizzinato (Brad), Byron Noble (Hans), Edem Nyamadi (Dominic), King Lau (Hongping), Mauricio Romero (Mauricio), Howie Lai (Chen), Grace Lho (figlia di Chun), Paul Yu (dott. Chun), Seth Ranaweera (fattorino), Alexander Lee (uomo d'affari)

### Inganni e altri imprevisti
- Titolo originale: Chapter Nine: Impossible
- Diretto da: Dinh Thai
- Scritto da: Louisa Levy

#### Trama
- Guest star: Jere Burns (Llewelyn Mathers), David Marshall Grant (Lawrence Collier), Jack Cutmore-Scott (Tripp Collier), Annie Q. Riegel (Winnie Goh), Danny Johnson (padre Toby Briggs), Sincere Wilbert (That Derrick), Karoline Xu (Eleanor Chun), Christian Svensson (Andreas Windeler)
- Altri interpreti: Jayne Atkinson (Katherine Collier), Lisa Lu (Celia Chun), James Pizzinato (Brad), Andrii Zhebrovskyi (offerente facoltoso), Takuma Behjatnejad (Vanve)

### Capolinea
- Titolo originale: Chapter Ten: Chilling
- Diretto da: Dinh Thai
- Scritto da: Heidi Cole McAdams e Mike Weiss

#### Trama
- Guest star: David Marshall Grant (Lawrence Collier), Jack Cutmore-Scott (Tripp Collier), Danny Johnson (padre Toby Briggs), Karoline Xu (Eleanor Chun), Christian Svensson (Andreas Windeler), Sophia Reid-Gantzert (Imogene Scott da bambina)
- Altri interpreti: Jayne Atkinson (Katherine Collier), Leslie Kwan (Simon), King Lau (Hongping), Byron Noble (Hans), Paul Yu (dott. Chun), Georgia Waters (Rose), Alyson Bath, Paula Burrows (cameriera), Stewart Prince (cameriere)

## Personaggi e interpreti

### Principali
- Imogene Scott, interpretata da Violett Beane, doppiata da Ludovica Bebi.[6]
Donna brillante, perspicace e impavida che non si è mai adattata allo stile di vita privilegiato dei Collier, che l'hanno cresciuta dopo la tragica morte della madre, e della loro figlia Anna, che è la sua migliore amica d'infanzia. Ancora alla ricerca della verità e dell'assassino della madre, darà sfogo alle sue capacità investigative affiancando Rufus Cotesworth nel risolvere il caso di un misterioso omicidio avvenuto sulla SS Varuna.
- Anna Collier, interpretata da Lauren Patten, doppiata da Luisa D'Aprile.[6]
È la migliore amica di Imogene. Lavora nella società di famiglia e sembra essere designata ad assumerne il ruolo di amministratore delegato sostituendo il padre.
- Sunil Bhandari, interpretato da Rahul Kohli, doppiato da Edoardo Stoppacciaro.[6]
Ricco banchiere e proprietario della SS Varuna, a cui ha dato anima e corpo nella sua ristrutturazione. Affascinante, colto, viaggiatore e sognatore non riuscirà a resistere al fascino di Imogene.
- Teddy Goh, interpretata da Angela Zhou, doppiata da Sara Ferranti.[6]
Donna meticolosa, scrupolosa, tagliente e di ricca famiglia, lavora come maître sulla SS Varuna.
- Jules Toussaint, interpretato da Hugo Diego Garcia, doppiato da Guido Di Naccio.[6]
Capo della sicurezza della SS Varuna. Serio, misterioso, affascinante e con un segreto da proteggere.
- Leila Collier, interpretata da Pardis Saremi, doppiata da Margherita De Risi.[6]
Moglie di Anna. Sei mesi prima di salire sulla SS Varuna è stata vittima di un incidente in circostanze strane. Anche se si è salvata, l'ha resa paranoica oltre ogni misura convincedola che sia in atto una cospirazione.
- Agente Hilde Eriksen / Kira Scott / Viktor Sams, interpretata da Linda Emond, doppiata da Cinzia De Carolis.[6]
Agente dell'interpol che salirà sulla SS Varuna per indagare dell'omicidio di Trubitsky. Fin troppo abitudiniara, porta molte persone a sottovalutarne il suo spirito d'osservazione. In realtà è la madre di Imogene, creduta morta diciotto anni prima in un'esplosione, che vuole smascherare Lawrence Collier per la condotta poco etica nella sua fabbrica estera. È conosciuta anche con lo pseudonimo di Viktor Sams.
- Rufus Cotesworth, interpretato da Mandy Patinkin, doppiato da Stefano De Sando.[6]
Considerato il "miglior detective al mondo", si scoprirà che ciò è basato su una menzogna. Incontra Imogen per la prima volta quando viene incaricato di investigare sulla morte di sua madre, promettendole di non fermarsi mai fino a quando non troverà il colpevole. Diciotto anni dopo aver lasciato ufficialmente il caso di Imogen senza risolverlo, si ritrova sulla SS Varuna insieme al suo collega Trubitsky. Dopo il suo omicidio, lavorerà con Imogen per trovare il colpevole.

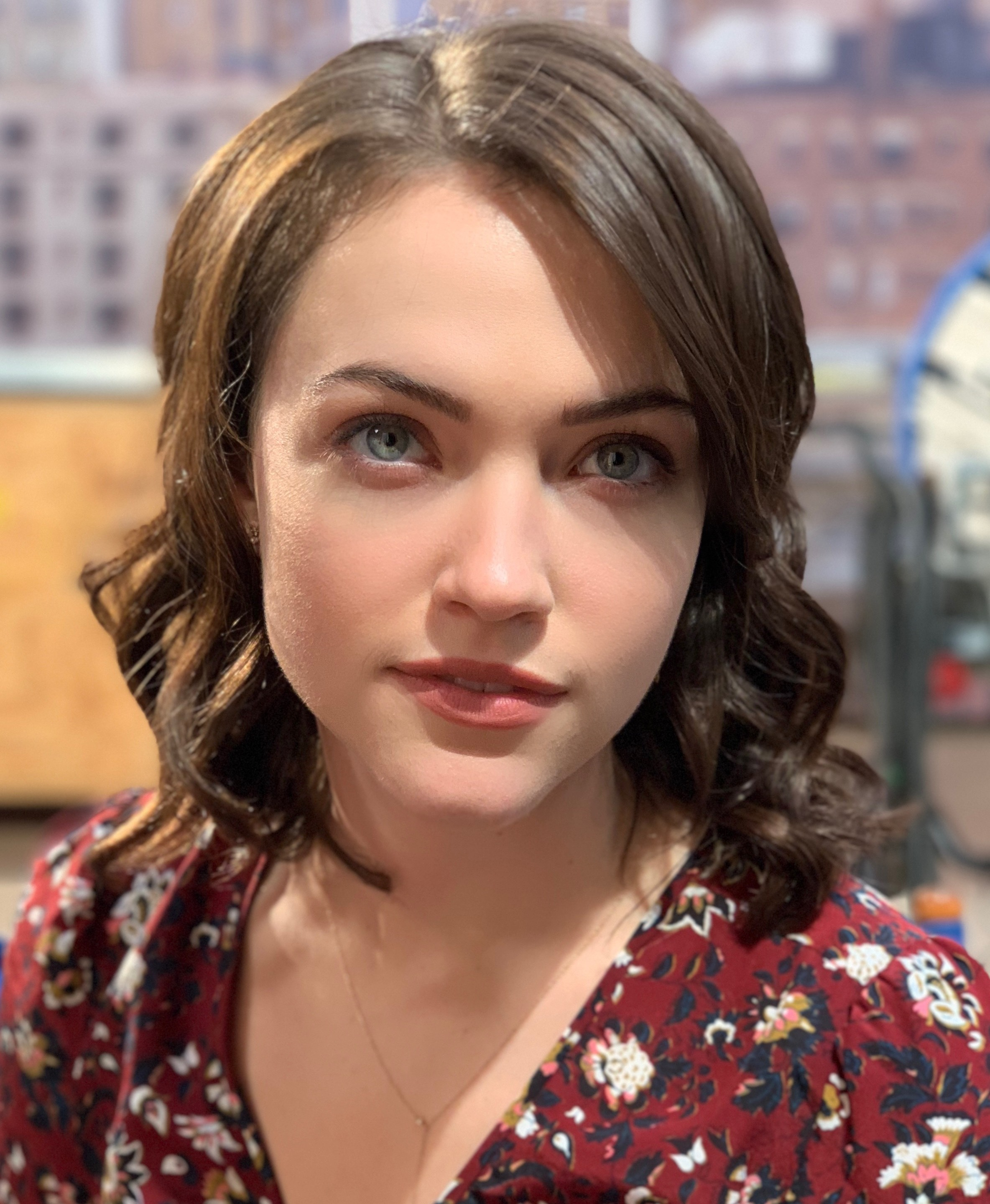
Violett Beane, interprete di Imogene Scott
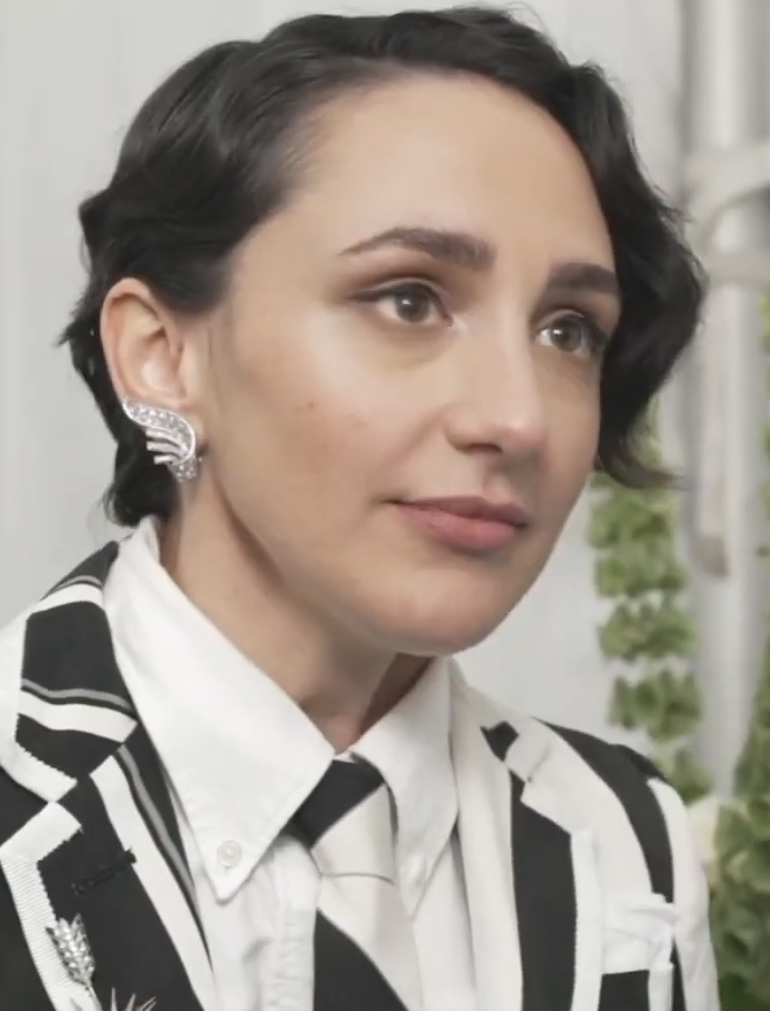
Lauren Patten, interprete di Anna Collier
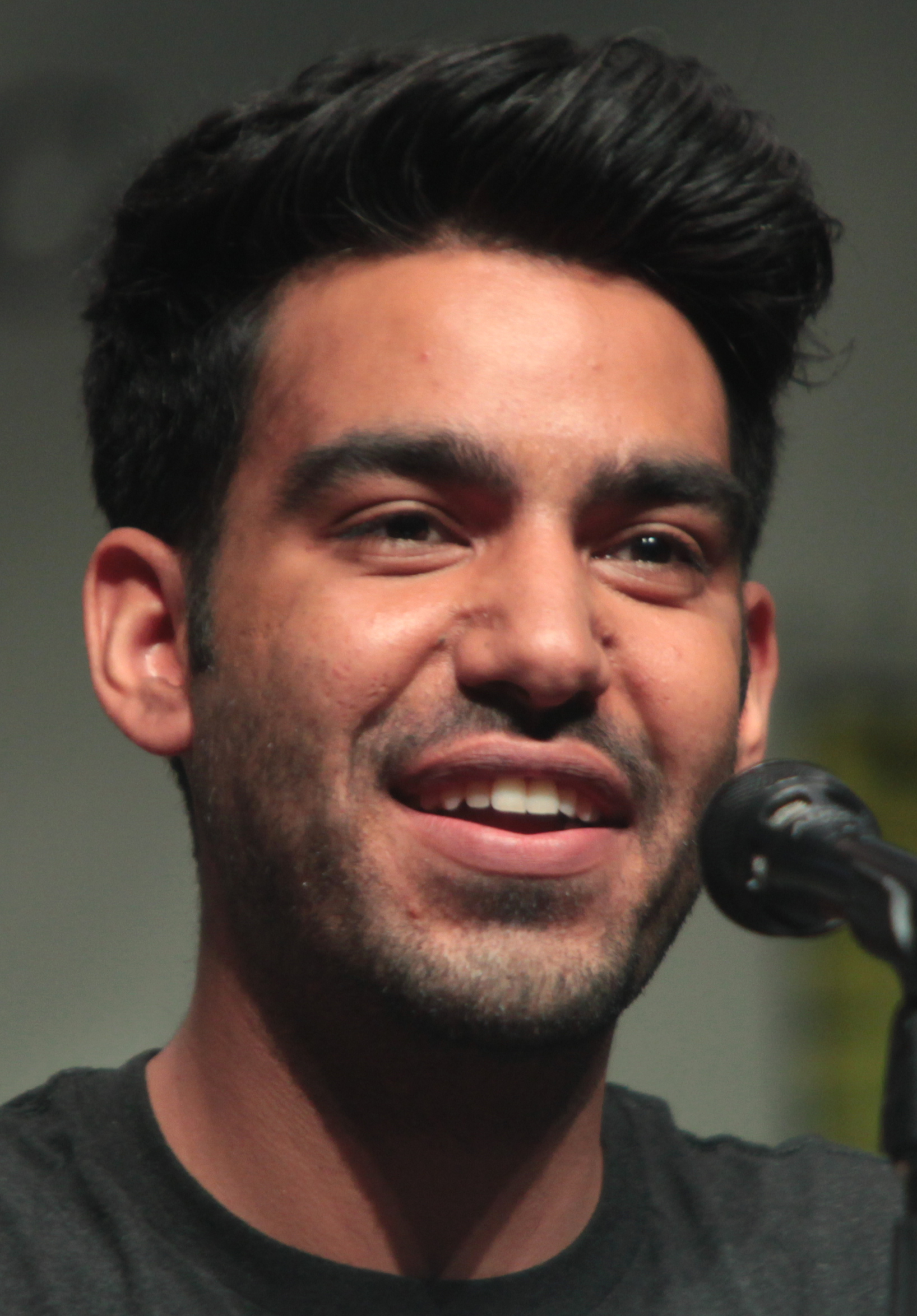
Rahul Kohli, interprete di Sunil Bhandari
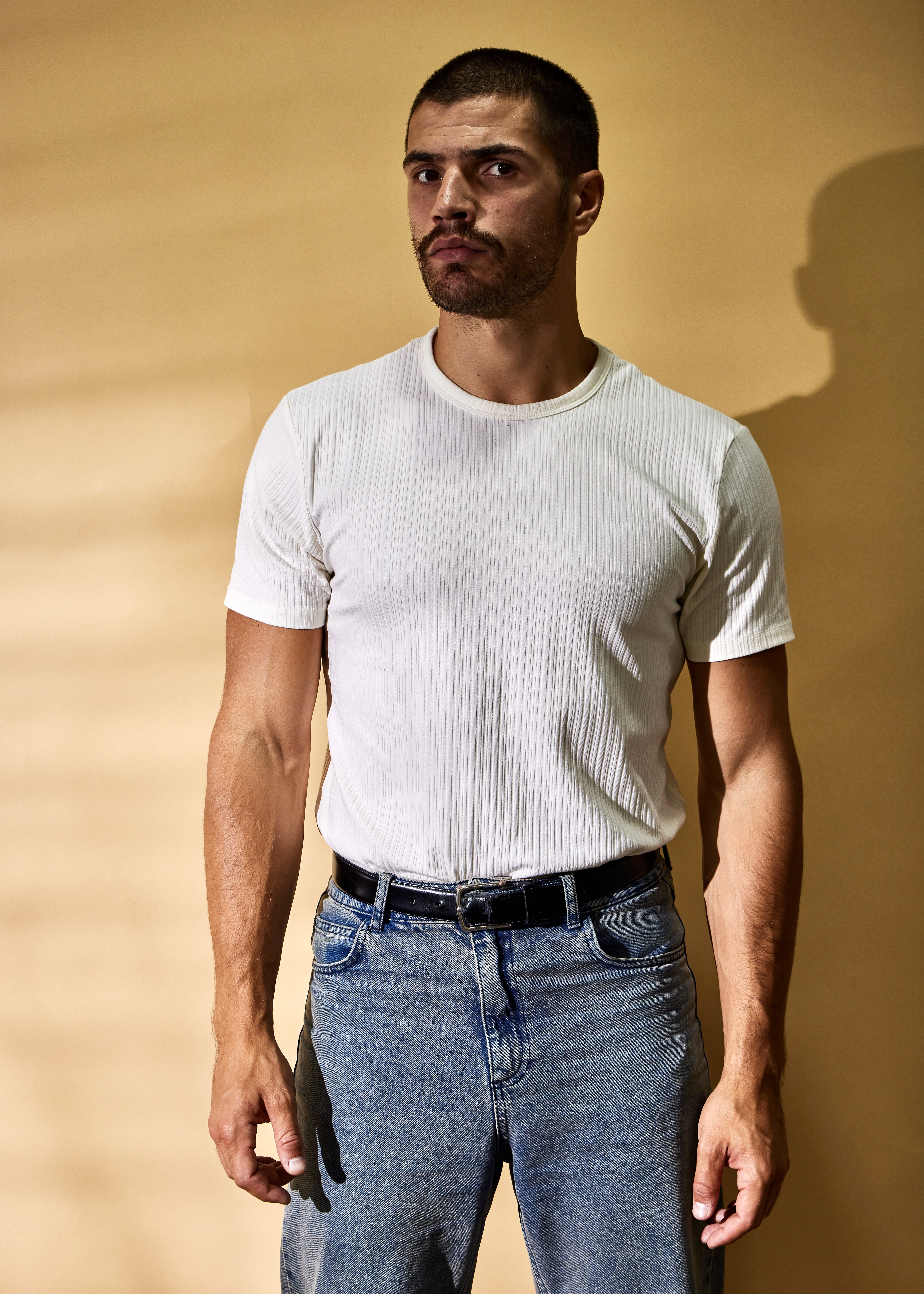
Hugo Diego Garcia, interprete di Jules Toussaint
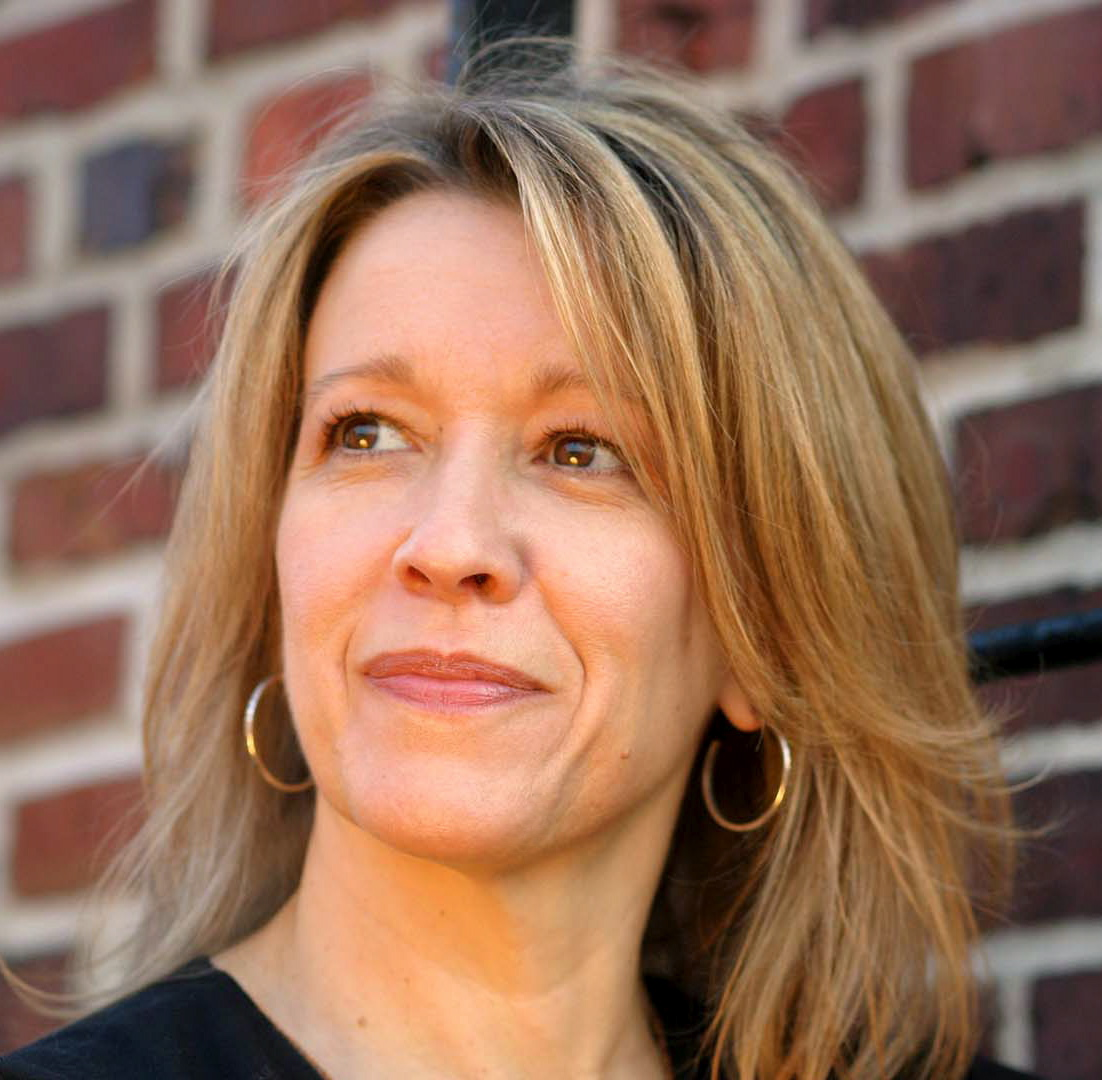
Linda Emond, interprete di Hilde Eriksen
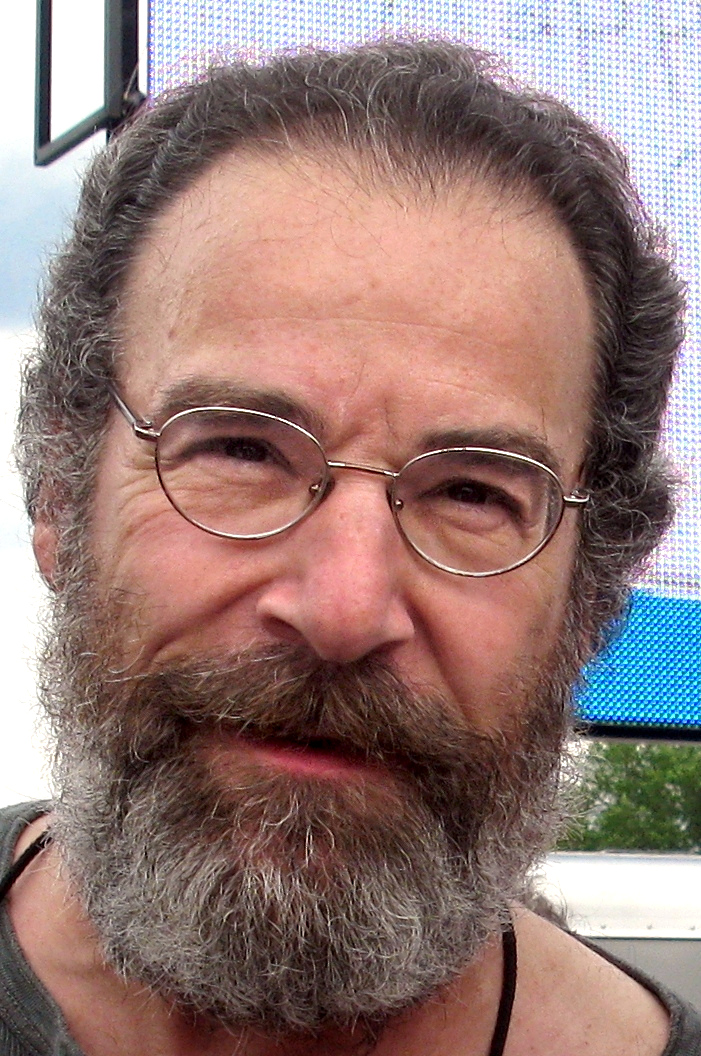
Mandy Patinkin, interprete di Rufus Cotesworth

### Ricorrenti
- Tripp Collier, interpretato da Jack Cutmore-Scott, doppiato da Daniele Giuliani.[6]
Fratello maggiore di Anna e figlio di Lawrence e Katherine. Cavalcando l'importanza del cognome di famiglia, ha avviato molte imprese, tutte fallite.
- Padre Toby Briggs, interpretato da Danny Johnson, doppiato da Stefano Alessandroni.[6]
- Eleanor Chun, interpretata da Karoline Xu, doppiata da Antilena Nicolizas.[6]
- Katherine Collier, interpretata da Jayne Atkinson, doppiata da Angiola Baggi.[6]
- Llewelyn Mathers, interpretato da Jere Burns, doppiato da Stefano Benassi.[6]
Avvocato spietato e consigliere della Collier Mills.
- Celia Chun, interpretata da Lisa Lu, doppiata da Graziella Polesinanti.[6]
- Lawrence Collier, interpretato da David Marshall Grant, doppiato da Gianni Giuliano.[6]
Marito di Katherine e padre di Anna e Tripp. Amministratore delegato della Collier Mills. Salpa sulla SS Varuna, ospitando diverse personalità oltre che alla famiglia, per festeggiare il suo pensionamento.
- Winnie Goh, interpretata da Annie Q. Riegel, doppiata da Ughetta d'Onorascenzo.[6]
Sorella di Teddy. Grazie a lei ha ottenuto un lavoro, anche se come cameriera, sulla SS Varuna.
- That Derrick, interpretato da Sincere Wilbert, doppiato da Giulio Bartolomei.[6]
- Alexandra Hochenberg, interpretata da Tamberla Perry, doppiata da Laura Romano.[6]
- Keith Trubitsky, interpretato da Michael Gladis, doppiato da Alessandro Budroni.[6]
Investigatore privato, lavora con Rufus Cotesworth per trovare l'assassino della madre di Imogene. Sale a bordo della SS Varuna come "il più ricco residente di Indianapolis", persona rozza, rumorosa e troppo sicura di sé.

## Produzione

### Cast
Quando l'episodio pilota della serie fu commissionato, venne annunciato che Mandy Patinkin avrebbe recitato in un ruolo principale insieme a Violett Beane, Lauren Patten, Hugo Diego Garcia, Angela Zhou, Pardis Saremi e Rahul Kohli. Pochi mesi dopo che la serie venne scritturata nel marzo 2022, si aggiunge al cast l'attrice Annie Q. Riegel nel ruolo di Winnie Goh, un personaggio ricorrente. Nel settembre successivo venne ufficializzato l'aggiunta di Linda Emond, nel ruolo principale di Hilde Eriksen, e Jayne Atkinson nel ruolo di Katherine Collier, personaggio ricorrente; ad esse si è unito il resto del cast. Solo a novembre si aggiunse anche l'attore Christian Svensson nel ruolo di Andreas Windeler.

## Colonna sonora

### Album
Death and Other Details (Original Soundtrack) è una compilation, pubblicata l'8 marzo 2024.

#### Tracce
Testi e musiche di Brocker Way.
1. Brocker Way, Julianne Cornelius, Mon David, Michael Mayo, Tracey Robinson, Francisco Ruíz – Main Title (Death and Other Details) – 1:06
2. Brocker Way, Mon David, Michael Mayo, Tracey Robinson, Francisco Ruíz – Rolling Waters – 1:31
3. Brocker Way – Every Immediate Detail – 1:35
4. Brocker Way, Mon David, Michael Mayo, Tracey Robinson, Francisco Ruíz – The Path – 1:15
5. Brocker Way, Julianne Cornelius – Always Work with an Assistant – 3:13
6. Brocker Way, Julianne Cornelius – Suspects – 3:47
7. Brocker Way, Mon David, Michael Mayo, Tracey Robinson, Francisco Ruíz – Rely Only on Ourselves – 1:50
8. Brocker Way, Julianne Cornelius – Dollhouse – 1:39
9. Brocker Way, Julianne Cornelius – Crawl, Sleep, Fall, Gone – 1:50
10. Brocker Way – Beast – 2:17
11. Brocker Way, Julianne Cornelius – Deep Recall – 3:06
12. Brocker Way, Julianne Cornelius – Mai Tai – 3:08
13. Brocker Way, Julianne Cornelius – Just Potatoes – 1:51
14. Brocker Way, Julianne Cornelius – Throught the Illusion – 2:26
15. Brocker Way – Villain – 1:27
16. Brocker Way, Julianne Cornelius – Waiting for You – 1:03
17. Brocker Way – Family Meeting – 0:46
18. Brocker Way – Malta – 2:01
19. Brocker Way – Rain – 1:21
20. Brocker Way, Julianne Cornelius – Figure It Out Yourself – 1:08
21. Brocker Way, Julianne Cornelius – Just Potatoes 2 – 1:46
22. Brocker Way, Julianne Cornelius – Cocaine Mountaine – 1:22
23. Brocker Way – Yellow – 0:27
24. Brocker Way, Julianne Cornelius – Strawberry and Vanilla Clusterfuck – 1:04
25. Brocker Way, Mon David, Michael Mayo, Tracey Robinson, Francisco Ruíz – Imogen Sees Rufus – 0:42
26. Brocker Way, Julianne Cornelius – A Gift – 1:58
27. Brocker Way, Julianne Cornelius – What's a Primer – 1:45
28. Brocker Way, Julianne Cornelius – Lights Out – 1:43
29. Brocker Way – Somewhere in the Ship – 0:49
30. Brocker Way, Julianne Cornelius – Body Language – 2:04
31. Brocker Way – Exigent Circumstances – 0:47
32. Brocker Way, Mon David, Michael Mayo, Tracey Robinson, Francisco Ruíz – Rolling Waters 2 – 1:25
33. Brocker Way, Julianne Cornelius – Punish Yourself – 1:49
34. Brocker Way – Sleepwalk – 1:24
35. Brocker Way – Car Explosion – 2:13
36. Brocker Way, Julianne Cornelius – Final Bow – 5:06

Durata totale: 64:44

## Distribuzione

### Data di uscita
Morte e altri dettagli ha debuttato in anteprima mondiale negli Stati Uniti d'America il 16 gennaio 2024 sulla piattaforma di video on demand Hulu. In Italia, la stagione è stata pubblicata interamente su Disney+ il 5 marzo.
Le date di uscita internazionali nel corso del 2024 sono state:
- 16 gennaio in Argentina (La muerte y otros misterios), Australia, Brasile (A Morte Entre Outros Mistérios), Canada, Ecuador (Career Opportunities in Murder & Mayhem), Francia, India, Giappone, Messico, Regno Unito, Spagna (La muerte y esas cosas), Stati Uniti d'America
- 5 marzo in Germania, Italia, Svezia

### Edizione italiana
La direzione del doppiaggio è di Daniele Giuliani e i dialoghi italiani sono curati da Ilaria Bornaccini, Valerio Emanuele, Sara Berti, Federica Cappellanti e Giulia Pira per conto della 3Cycle che si è occupata anche della sonorizzazione.

## Accoglienza

### Critica
Sull'aggregatore di recensioni Rotten Tomatoes la serie riceve il 64% delle recensioni professionali positive, mentre su Metacritic ha un punteggio di 60 su 100 basato su 19 recensioni.